# توني غراندي
توني غراندي هو سياسي كندي، ولد في 11 يناير 1943 في كالابريا في إيطاليا، وتوفي في 9 أغسطس 2006 في تورونتو في كندا بسبب سرطان. حزبياً، نشط في الحرب الديمقراطي الجديد لأونتاريو. وقد انتخب عضو برلمان مقاطعة أونتاريو.